# Liste der Baudenkmäler in Johanniskirchen
Auf dieser Seite sind die Baudenkmäler in der niederbayerischen Gemeinde Johanniskirchen zusammengestellt. Diese Tabelle ist eine Teilliste der Liste der Baudenkmäler in Bayern. Grundlage ist die Bayerische Denkmalliste, die auf Basis des Bayerischen Denkmalschutzgesetzes vom 1. Oktober 1973 erstmals erstellt wurde und seither durch das Bayerische Landesamt für Denkmalpflege geführt wird. Die folgenden Angaben ersetzen nicht die rechtsverbindliche Auskunft der Denkmalschutzbehörde.

## Baudenkmäler nach Ortsteilen

### Johanniskirchen
| Lage                           | Objekt                                     | Beschreibung | Akten-Nr.             | Bild           |
| ------------------------------ | ------------------------------------------ | --- | --------------------- | -------------- |
| Martin-Ruf-Straße 9 (Standort) | Katholische Pfarrkirche St. Johann Baptist | spätgotische Saalkirche mit sechsgeschossigem Westturm, um 1530, Turmuntergeschosse wohl noch vom Vorgängerbau des 14. Jahrhunderts, im Portalvorbau bezeichnet 1625; mit Ausstattung; Friedhofummauerung, Teile aus dem 16./17. Jahrhundert | D-2-77-126-2 Wikidata | weitere Bilder |

### Ammersdorf
| Lage                     | Objekt                                  | Beschreibung                                                                                        | Akten-Nr.             | Bild |
| ------------------------ | --------------------------------------- | --------------------------------------------------------------------------------------------------- | --------------------- | ---- |
| Ammersdorf 12 (Standort) | Katholische Filialkirche Mater Dolorosa | Saalbau mit eingezogenem Chor und Westdachreiter, frühes 18. Jahrhundert; mit Ausstattung           | D-2-77-126-4 Wikidata | BW   |
| Ammersdorf 13 (Standort) | Ehem. Bauernhaus                        | zweigeschossiger Satteldachbau mit Blockbau-Obergeschoss, im Kern Ende 18. Jahrhundert, Dach später | D-2-77-126-5 Wikidata | BW   |

### Apfelbach
| Lage                   | Objekt        | Beschreibung                                                                         | Akten-Nr.             | Bild |
| ---------------------- | ------------- | ------------------------------------------------------------------------------------ | --------------------- | ---- |
| Apfelbach 4 (Standort) | Wohnstallhaus | zweigeschossiger Satteldachbau mit Blockbau-Obergeschoss, nach Mitte 19. Jahrhundert | D-2-77-126-6 Wikidata | BW   |

### Dummeldorf
| Lage                          | Objekt           | Beschreibung | Akten-Nr.             | Bild |
| ----------------------------- | ---------------- | --- | --------------------- | ---- |
| Hofmarkstraße 17 (Standort)   | Bauernhaus       | zweigeschossiger und offener Blockbau mit flachem Satteldach und verbrettertem Oberschrot, im Kern erste Hälfte 18. Jahrhundert, Dach nach Norden über Anbau des 19. Jahrhunderts abgeschleppt | D-2-77-126-7 Wikidata | BW   |
| Zaunriedenstraße 1 (Standort) | Ehem. Wirtsmühle | Backsteinbau mit Satteldach, zum Hof in Blockbauweise, 2. Viertel 19. Jahrhundert | D-2-77-126-9 Wikidata | BW   |

### Eggersdorf
| Lage                    | Objekt                 | Beschreibung | Akten-Nr.              | Bild |
| ----------------------- | ---------------------- | --- | ---------------------- | ---- |
| Eggersdorf 2 (Standort) | Rottaler Wohnstallhaus | eines Vierseithofes, zweigeschossiger, teilverschindelter Blockbau mit flachem Satteldach und zwei Giebelschroten, bez. 1819. | D-2-77-126-10 Wikidata | BW   |

### Emmersdorf
| Lage                                      | Objekt                               | Beschreibung | Akten-Nr.              | Bild           |
| ----------------------------------------- | ------------------------------------ | --- | ---------------------- | -------------- |
| Am Espet 3 (Standort)                     | Nebengebäude der Sägmühle            | in offenem Blockbau mit Halbwalm, 1. Drittel 19. Jahrhundert; Stadel (Südflügel) mit Blockbau-Oberteil über gemauertem Stall, 1907                                                     | D-2-77-126-11 Wikidata | BW             |
| An der Furth 2; An der Furth 4 (Standort) | Ehem. Bauernhaus                     | mit verschindeltem Blockbau-Obergeschoss, traufseitigem Balusterschrot, im Kern 1. Drittel 19. Jahrhundert; zugehörig Blockbaustadel mit Steilsatteldach, Ende 18. Jahrhundert         | D-2-77-126-12 Wikidata | BW             |
| Pfr.-Wallner-Platz 9 (Standort)           | Katholische Pfarrkirche St. Stephan  | Saalbau im barocken Jugendstil, 1911; mit Ausstattung | D-2-77-126-13 Wikidata | weitere Bilder |
| Probsteistraße 18 (Standort)              | Bauernhaus eines ehem. Dreiseithofes | zweigeschossiger, teilverschindelter Blockbau mit zwei Schroten, im Kern 2. Hälfte 18. Jahrhundert, spätere Firstdrehung; zugehörig Stadel mit Steilsatteldach, Anfang 19. Jahrhundert | D-2-77-126-14 Wikidata | BW             |

### Erlbach
| Lage                 | Objekt                           | Beschreibung | Akten-Nr.              | Bild |
| -------------------- | -------------------------------- | --- | ---------------------- | ---- |
| Erlbach 1 (Standort) | Wohnstallhaus eines Vierseithofs | zweigeschossiger Satteldachbau mit Schrot und Blockbau-Obergeschoss, im Kern Anfang 19. Jahrhundert, Dach später                                                    | D-2-77-126-16 Wikidata | BW   |
| Erlbach 2 (Standort) | Rottaler Bauernhaus              | zweigeschossiger, offener Blockbau mit profilierten Türstürzen, Giebelschroten und geschnitzten Schrotsäulen, 2. Hälfte 18. Jahrhundert, Satteldach später gesteilt | D-2-77-126-17 Wikidata | BW   |

### Fabach
| Lage                 | Objekt              | Beschreibung                                                                                                   | Akten-Nr.              | Bild |
| -------------------- | ------------------- | --- | ---------------------- | ---- |
| Fabach 5 (Standort)  | Kleinbauernhaus     | zweigeschossiger, offener Blockbau mit gemauertem Stallteil, nach 1803                                         | D-2-77-126-18 Wikidata | BW   |
| Fabach 6 (Standort)  | Kleinbauernhaus     | zweigeschossiger offener Blockbau, mit flach geneigtem Satteldach und giebelseitigem Bretterschrot, um 1803    | D-2-77-126-19 Wikidata | BW   |
| Fabach 8 (Standort)  | Kleinbauernhaus     | zweigeschossiger Blockbau mit Flachsatteldach, Giebelschrot und aufgedoppelter Haustür, um 1803                | D-2-77-126-20 Wikidata | BW   |
| Fabach 14 (Standort) | Kleiner Einfirsthof | in offenem Blockbau mit Traufschrot und Flachsatteldach, Wirtschaftsteil gemauert (z. T. verschalt), nach 1803 | D-2-77-126-21 Wikidata | BW   |

### Gerbersdorf
| Lage                      | Objekt                               | Beschreibung | Akten-Nr.              | Bild |
| ------------------------- | ------------------------------------ | --- | ---------------------- | ---- |
| Gerbersdorf 16 (Standort) | Ehem. Einfirsthof                    | Wohnteil als zweigeschossiger Blockbau mit zwei Giebelschroten und aufgesteiltem Dach, im Kern 2. Hälfte 18. Jahrhundert                                                                                                   | D-2-77-126-22 Wikidata | BW   |
| Gerbersdorf 18 (Standort) | Rottaler Wohnstallhaus               | eines Vierseithofes, zweigeschossiger, z. T. verschindelter Blockbau mit zwei Schroten, 2. Hälfte 18. Jahrhundert, Dach 1889 leicht erhöht; Stadel mit Blockbau-Obergeschoss und Schrot, Dach aufgesteilt, 19. Jahrhundert | D-2-77-126-23 Wikidata | BW   |
| Gerbersdorf 23 (Standort) | Katholische Filialkirche St. Andreas | spätgotischer Saalbau mit eingezogenem Chor und Westtürmchen, um 1500; mit Ausstattung | D-2-77-126-24 Wikidata | BW   |

### Guteneck
| Lage                  | Objekt                                      | Beschreibung | Akten-Nr.              | Bild           |
| --------------------- | ------------------------------------------- | --- | ---------------------- | -------------- |
| Guteneck 1 (Standort) | Katholische Filialkirche Mariae Himmelfahrt | kleiner Saalbau mit eingezogenem Chor, erbaut um 1475, 1666 verlängert und mit neuem Turm versehen; mit Ausstattung | D-2-77-126-25 Wikidata | weitere Bilder |

### Habach
| Lage                 | Objekt                 | Beschreibung | Akten-Nr.              | Bild |
| -------------------- | ---------------------- | --- | ---------------------- | ---- |
| Habach 1 (Standort)  | Rottaler Wohnstallhaus | eines Vierseithofes, mit Blockbau-Obergeschoss und Doppelschrot, um 1825/40; zugehörig Stall mit Blockbau-Heuboden, gleichzeitig.       | D-2-77-126-26 Wikidata | BW   |
| Habach 26 (Standort) | Bauernhaus             | teilweise verschindelter, zweigeschossiger Blockbau, mit Giebelschrot und nachträglich erhöhtem, flach geneigtem Satteldach, um 1840/50 | D-2-77-126-31 Wikidata | BW   |

### Haibach
| Lage                  | Objekt              | Beschreibung | Akten-Nr.              | Bild |
| --------------------- | ------------------- | --- | ---------------------- | ---- |
| Haibach 2 (Standort)  | Kleinbauernhaus     | zweigeschossiger Blockbau mit Satteldach und Giebelschrot, um 1800                                                                                                | D-2-77-126-77 Wikidata | BW   |
| Haibach 7 (Standort)  | Wohnstallhaus       | zweigeschossiger Satteldachbau in Blockbauweise, z. T. verschindelt und verschalt, mit kleinen Fenstern und Bretterschrot, 2. Hälfte 18. Jahrhundert, Dach später | D-2-77-126-35 Wikidata | BW   |
| Haibach 11 (Standort) | Rottaler Bauernhaus | Blockbauobergeschoss mit Flachsatteldach und bemalten Balkenköpfen, Ende 18. Jahrhundert                                                                          | D-2-77-126-36 Wikidata | BW   |

### Kraham
| Lage                 | Objekt                | Beschreibung | Akten-Nr.              | Bild |
| -------------------- | --------------------- | --- | ---------------------- | ---- |
| Kraham 5 (Standort)  | Kleines Wohnstallhaus | zweigeschossiger Satteldachbau, z. T. als offener Blockbau, 2. Hälfte 18. Jahrhundert, Dach später                                          | D-2-77-126-37 Wikidata | BW   |
| Kraham 10 (Standort) | Bauernhaus            | zweigeschossig, mit teilverbrettertem Blockbau-Obergeschoss, zwei Giebelschroten und flach geneigtem Satteldach, 1. Drittel 19. Jahrhundert | D-2-77-126-38 Wikidata | BW   |

### Krohstorf
| Lage                    | Objekt          | Beschreibung | Akten-Nr.              | Bild |
| ----------------------- | --------------- | --- | ---------------------- | ---- |
| Krohstorf 1 (Standort)  | Wohnhaus        | zweigeschossiger Massivbau mit Mezzanin, flachem Walmdach und Putzverzierungen, gegen 1900                                            | D-2-77-126-39 Wikidata | BW   |
| Krohstorf 9 (Standort)  | Kleinbauernhaus | Blockbau mit weit überstehendem flachem Satteldach und zwei Giebelschroten, Ende 18. Jahrhundert                                      | D-2-77-126-41 Wikidata | BW   |
| Krohstorf 10 (Standort) | Stadel          | mit Blockbau-Oberteil, nach 1825; Traidkasten, mit Blockbau-Oberteil, wohl Ende 18. Jahrhundert; beide zugehörig zu ehem. Vierseithof | D-2-77-126-42 Wikidata | BW   |

### Lapperding
| Lage                    | Objekt        | Beschreibung                                                        | Akten-Nr.              | Bild |
| ----------------------- | ------------- | ------------------------------------------------------------------- | ---------------------- | ---- |
| Lapperding 7 (Standort) | Weilerkapelle | Satteldachbau mit Dachreiter, Ende 19. Jahrhundert; mit Ausstattung | D-2-77-126-45 Wikidata | BW   |

### Lengham
| Lage                 | Objekt        | Beschreibung | Akten-Nr.              | Bild |
| -------------------- | ------------- | --- | ---------------------- | ---- |
| Lengham 1 (Standort) | Wohnstallhaus | eines Vierseithofes, zweigeschossiger, traufständiger Satteldachbau mit Blockbau-Obergeschoss, Mitte 19. Jahrhundert, Dach später. | D-2-77-126-46 Wikidata | BW   |

### Mödlsbach
| Lage                        | Objekt                       | Beschreibung | Akten-Nr.              | Bild |
| --------------------------- | ---------------------------- | --- | ---------------------- | ---- |
| Erlenstraße 2 (Standort)    | Kleinbauernhaus              | offener Blockbau mit geschlossenem Umschrot, im Kern wohl von 1700, Dach später | D-2-77-126-47 Wikidata | BW   |
| Erlenstraße 6 (Standort)    | Bauernhaus                   | eines ehem. Dreiseithofes, zweigeschossiger und verschindelter Blockbau, mit flach geneigtem Satteldach und Doppelschrot, Anfang 19. Jahrhundert; zugehörig Ständerbohlenstadel mit Steilsatteldach, Mitte 19. Jahrhundert | D-2-77-126-48 Wikidata | BW   |
| Erlenstraße 12 (Standort)   | Bauernhaus                   | zweigeschossiger Satteldachbau mit Blockbau-Obergeschoss, z. T. verschindelt, 1. Hälfte 19. Jahrhundert, Dach leicht erhöht                                                                                                | D-2-77-126-51 Wikidata | BW   |
| Erlenstraße 14 (Standort)   | Ehem. Rottaler Wohnstallhaus | zweigeschossiger Satteldachbau mit Blockbau-Obergeschoss und zwei Giebelschroten, z. T. verschindelt, um 1800; Dach leicht gehoben                                                                                         | D-2-77-126-52 Wikidata | BW   |
| Zur Hochstraße 2 (Standort) | Rottaler Wohnstallhaus       | eines Dreiseithofes, zweigeschossiger Giebelbau mit Blockbau-Obergeschoss und zwei Bretterschroten, 4. Viertel 18. Jahrhundert, Dach erhöht.                                                                               | D-2-77-126-55 Wikidata | BW   |

### Moosmühle
| Lage                    | Objekt    | Beschreibung                                                          | Akten-Nr.              | Bild |
| ----------------------- | --------- | --------------------------------------------------------------------- | ---------------------- | ---- |
| Bergäcker 13 (Standort) | Feldkreuz | Holzkruzifix mit Bedachung, Dreinageltypus, 1. Hälfte 19. Jahrhundert | D-2-77-126-79 Wikidata | BW   |

### Oberstadl
| Lage                   | Objekt        | Beschreibung | Akten-Nr.              | Bild |
| ---------------------- | ------------- | --- | ---------------------- | ---- |
| Oberstadl 1 (Standort) | Wohnstallhaus | eines Vierseithofes, zweigeschossiger, giebelständiger Satteldachbau, z. T. mit Blockbau-Obergeschoss, im Kern Anfang 19. Jahrhundert, 1949 bzw. 1960 verändert; massiver Stadel mit Halbwalm (aus selbstgebrannten Ziegeln), mit Korbbogentor, wohl 1838. | D-2-77-126-56 Wikidata | BW   |

### Schornbach
| Lage                     | Objekt                | Beschreibung | Akten-Nr.              | Bild |
| ------------------------ | --------------------- | --- | ---------------------- | ---- |
| Schornbach 7 (Standort)  | Wohnstallhaus         | in offenem Blockbau auf hohen eichenen Schwellbalken, Flachsatteldach, zugesetztes Rauchfenster, im Kern 2. Hälfte 17. Jahrhundert | D-2-77-126-58 Wikidata | BW   |
| Schornbach 22 (Standort) | Ehem. Kleinbauernhaus | Blockbau, z. T. ausgemauert, mit kleinem Balusterschrot und kräftig profiliertem Türsturz, im Kern um 1800                         | D-2-77-126-60 Wikidata | BW   |

### Schuhöd
| Lage                 | Objekt        | Beschreibung | Akten-Nr.              | Bild |
| -------------------- | ------------- | --- | ---------------------- | ---- |
| Schuhöd 4 (Standort) | Wohnstallhaus | eines ehem. Dreiseithofes, zweigeschossig, mit allseitig überstehendem Vollwalmdach, Blockbau-Obergeschoss und Schrot, bez. 1851. | D-2-77-126-61 Wikidata | BW   |

### Schwaig
| Lage                 | Objekt     | Beschreibung | Akten-Nr.              | Bild |
| -------------------- | ---------- | --- | ---------------------- | ---- |
| Schwaig 2 (Standort) | Bauernhaus | eines Dreiseithofes, zweigeschossiger Giebelbau, mit Blockbau-Obergeschoss, zwei Giebelschroten und leicht erhöhtem Satteldach, 2. Viertel 19. Jahrhundert | D-2-77-126-62 Wikidata | BW   |

### Schwaigeröd
| Lage                     | Objekt     | Beschreibung                                                                                                  | Akten-Nr.              | Bild |
| ------------------------ | ---------- | --- | ---------------------- | ---- |
| Schwaigeröd 3 (Standort) | Bauernhaus | zweigeschossiger, offener Blockbau mit Satteldach und traufseitigem Schrot, im Kern wohl noch 18. Jahrhundert | D-2-77-126-63 Wikidata | BW   |

### Stockham
| Lage                  | Objekt        | Beschreibung                                              | Akten-Nr.              | Bild          |
| --------------------- | ------------- | --------------------------------------------------------- | ---------------------- | ------------- |
| Stockham 1 (Standort) | Hofkapelle    | kleiner Satteldachbau mit Dachreiter, 19./20. Jahrhundert | D-2-77-126-64 Wikidata | BW            |
| Stockham 2 (Standort) | Weilerkapelle | kleiner Backsteinbau mit Dachreiter, bez. 1881            | D-2-77-126-65 Wikidata | Weilerkapelle |

### Unterbubach
| Lage                     | Objekt        | Beschreibung | Akten-Nr.              | Bild |
| ------------------------ | ------------- | --- | ---------------------- | ---- |
| Unterbubach 7 (Standort) | Querstockhaus | eines Vierseithofes, mit Obergeschoss in Blockbau und hofseitigem Balusterschrot, im Kern Anfang 19. Jahrhundert | D-2-77-126-66 Wikidata | BW   |

### Unterstadl
| Lage                    | Objekt     | Beschreibung | Akten-Nr.              | Bild |
| ----------------------- | ---------- | --- | ---------------------- | ---- |
| Unterstadl 1 (Standort) | Bauernhaus | eines Vierseithofes, zweigeschossiger Massivbau mit Mezzanin und flachem Walmdach, Fassadendekor, 1897; zweigeschossiger Westflügel mit rundbogigen Remisen, Ziegelstein mit Satteldach, um 1900; drei korbbogige Hofeinfahrten aus Ziegelstein, um 1900 | D-2-77-126-68 Wikidata | BW   |

### Weihern
| Lage                  | Objekt                     | Beschreibung | Akten-Nr.              | Bild |
| --------------------- | -------------------------- | --- | ---------------------- | ---- |
| Weihern 1 (Standort)  | Ehem. Kleinbauernhaus      | zweigeschossiger, offener Blockbau, mit flach geneigtem Satteldach und Giebelschrot, bez. 1824                           | D-2-77-126-69 Wikidata | BW   |
| Weihern 6 (Standort)  | Kleinhaus                  | zweigeschossig mit Flachsatteldach und Giebelschrot, im Kern um 1820/40                                                  | D-2-77-126-71 Wikidata | BW   |
| Weihern 10 (Standort) | Giebelständiges Bauernhaus | mit versetztem Stallteil, zweigeschossiger, offener Blockbau mit Flachsatteldach und Giebelschrot, Mitte 18. Jahrhundert | D-2-77-126-72 Wikidata | BW   |

### Windbaising
| Lage                        | Objekt     | Beschreibung                                                    | Akten-Nr.              | Bild |
| --------------------------- | ---------- | --------------------------------------------------------------- | ---------------------- | ---- |
| Nähe Windbaising (Standort) | Hofkapelle | neugotischer Putzbau mit Dachreiter, bez. 1889; mit Ausstattung | D-2-77-126-75 Wikidata | BW   |

### Wolfstriegl
| Lage                     | Objekt        | Beschreibung | Akten-Nr.              | Bild |
| ------------------------ | ------------- | --- | ---------------------- | ---- |
| Wolfstriegl 3 (Standort) | Wohnstallhaus | eines Vierseithofes, zweigeschossiger Giebelbau, mit flachem Satteldach, Blockbau-Obergeschoss, verbretterten Schroten und profiliertem Türsturz, bezeichnet 1815 | D-2-77-126-76 Wikidata | BW   |

## Ehemalige Baudenkmäler
In diesem Abschnitt sind Objekte aufgeführt, die früher einmal in der Denkmalliste eingetragen waren, jetzt aber nicht mehr. Objekte, die in anderem Zusammenhang also z. B. als Teil eines Baudenkmals weiter eingetragen sind, sollen hier nicht aufgeführt werden. Aktennummern in diesem Abschnitt sind ehemalige, jetzt nicht mehr gültige Aktennummern.

| Lage                               | Objekt                           | Beschreibung | Akten-Nr.              | Bild |
| ---------------------------------- | -------------------------------- | --- | ---------------------- | ---- |
| Habach Habach 6 (Standort)         | Stadel mit Blockbau-Obergeschoss | 1. Hälfte 19. Jahrhundert, Dach später | D-2-77-126-27 Wikidata | BW   |
| Schornbach Schornbach 2 (Standort) | Wohnstallhaus                    | eines Dreiseithofes, zweigeschossiger Blockbau mit giebelseitigem Schrot, im Kern 2. Hälfte 18. Jahrhundert, Dach später; Traidkasten im Ökonomiebau, 2. Hälfte 18. Jahrhundert | D-2-77-126-57 Wikidata | BW   |